# Saint-Fiacre-sur-Maine
Saint-Fiacre-sur-Maine (bretonisch: Sant-Fieg-ar-Mewan) ist eine französische Gemeinde mit 1.246 Einwohnern (Stand: 1. Januar 2022) im Département Loire-Atlantique in der Region Pays de la Loire. Administrativ ist sie dem Kanton Vertou und dem Arrondissement Nantes zugeteilt. Die Einwohner werden (Saint-)Fiacrais genannt.

## Geografie

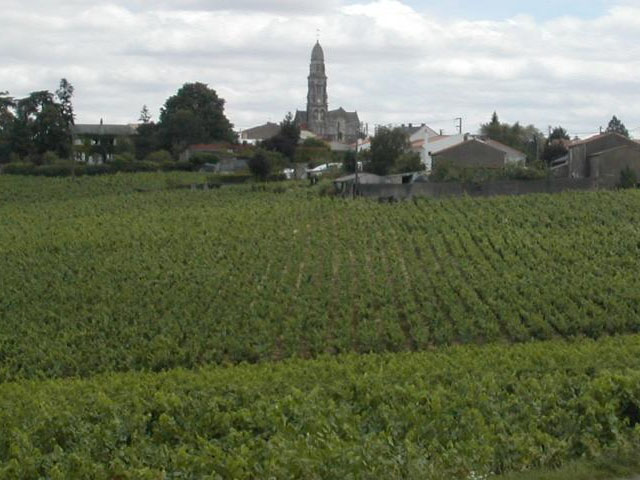
Blick auf die Ortschaft

Saint-Fiacre-sur-Maine liegt am Zusammenfluss von Maine und Sèvre Nantaise etwa 15 Kilometer südöstlich von Nantes. Umgeben wird Saint-Fiacre-sur-Maine von den Nachbargemeinden La Haie-Fouassière im Norden und Nordwesten, Maisdon-sur-Sèvre im Osten und Südosten, Château-Thébaud im Süden sowie Vertou im Westen und Nordwesten.

## Bevölkerungsentwicklung
| Jahr      | 1962 | 1968 | 1975 | 1982 | 1990 | 1999 | 2006 | 2017 |
| --------- | ---- | ---- | ---- | ---- | ---- | ---- | ---- | ---- |
| Einwohner | 636  | 651  | 761  | 935  | 935  | 996  | 1141 | 1207 |

## Sehenswürdigkeiten

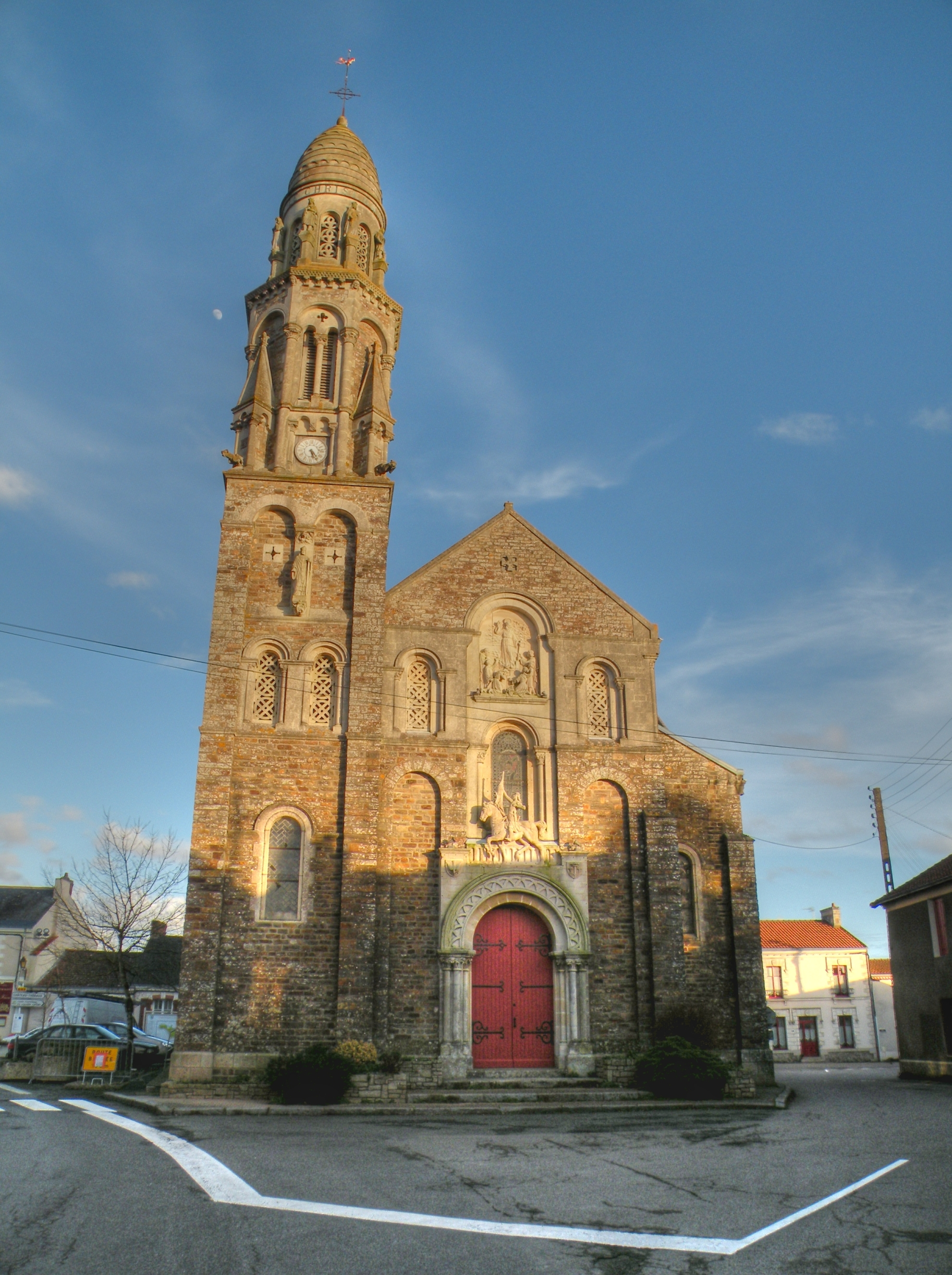
Kirche Saint-Hilaire

- Kirche Saint-Hilaire aus dem 19. Jahrhundert
- Turm Chasseloir aus dem 15. Jahrhundert
- Herrschaftssitz von Gras Mouton (Demeure de Saint-Fiacre), Ende des 14. Jahrhunderts erbaut, mehrfach, zuletzt 2005, umgebaut
- Schloss Coing aus dem 18./19. Jahrhundert
- Herrenhaus und Park La Cantrie
- zahlreiche alte Bürgerhäuser

## Persönlichkeiten
- Marc Elder (1884–1933), Schriftsteller

## Gemeindepartnerschaften
Mit der schweizerischen Gemeinde Echichens im Kanton Waadt besteht seit 1977 und mit der algerischen Gemeinde Aïn El Bia (frz.: Damesme) besteht seit 1960 eine Partnerschaft.

## Wirtschaft
Saint-Fiacre-sur-Maine liegt im Weinbaugebiet Gros Plant du Pays Nantais der Weinbauregion Loire. Unter der Herkunftsbezeichnung Muscadet Sèvre et Maine AOC wird der Weißwein aus der Region vermarktet.